# サリナス国際オープン
サリナス国際オープン(Abierto Internacional de Salinas) は1996年からエクアドルサリナスにて開催されているATPチャレンジャートーナメントである。サーフェスは屋外ハードコート。

## 大会歴代優勝者

### シングルス
| 年   | 優勝                         | 準優勝                 | 試合結果           |
| ---- | ---------------------------- | ---------------------- | ------------------ |
| 2014 | Víctor Estrella              | Andrea Collarini       | 6–3, 6–4           |
| 2013 | Alejandro González           | Renzo Olivo            | 4–6, 6–3, 7–6(9–7) |
| 2012 | Guido Pella                  | Paolo Lorenzi          | 1–6, 7–5, 6–3      |
| 2011 | Andrés Molteni               | Horacio Zeballos       | 7–5, 7–6(7–4)      |
| 2010 | ブリアン・ダブル             | ニコラス・マスー       | 6-3, 6-2           |
| 2009 | サンティアゴ・ヒラルド       | マイケル・ラッセル     | 6-3, 6-2           |
| 2008 | イヴァン・ミランダ           | ディエゴ・フンケイラ   | 6-2, 6-2           |
| 2007 | フアン・パブロ・ブルゼジッキ | マルコス・ダニエル     | 6-4, 6-4           |
| 2006 | ベンジャミン・ベッカー       | ジェシー・ウィッテン   | 4-6, 6-3, 6-2      |
| 2005 | デニス・ファンシェッピンゲン | フランコ・フェレイロ   | 6-2, 6-4           |
| 2004 | アレハンドロ・ファジャ       | ジレ・ミュラー         | 6-7(6), 6-2, 6-2   |
| 2003 | ジョバンニ・ラペンティ       | イヴァン・ミランダ     | 6-3, 6-4           |
| 2002 | イヴァン・ミランダ           | リカルド・メロ         | 6-3, 6-4           |
| 2001 | ダビド・ナルバンディアン     | ロナルド・アジェノール | 6-4, 6-2           |
| 2000 | ダビデ・サンギネッティ       | ルイス・オルナ         | 6-2, 6-2           |
| 1999 | フアン・イグナシオ・チェラ   | エルナン・グミィ       | 6-4, 7-6(7)        |
| 1998 | アンドレ・サ                 | ギリェルモ・カナス     | 7-5, 5-7, 6-4      |
| 1997 | オリヴァー・グロス           | ギルベルト・シャーラー | 6-1, 3-6, 6-2      |
| 1996 | オスカー・マルティネス       | ルイス・モレホン       | 6-2, 6-7, 6-3      |

### ダブルス
| 年   | 優勝                                                    | 準優勝                                                  | 試合結果            |
| ---- | ------------------------------------------------------- | ------------------------------------------------------- | ------------------- |
| 2010 | ジョナサン・マレー ジェィミー・マレー                   | サンチャイ・ラティワタナ ソンチャット・ラティワタナ     | 6-3, 6-4            |
| 2009 | サンチャイ・ラティワタナ ソンチャット・ラティワタナ     | フアン・パブロ・ブルゼジッキ イヴァン・ミランダ         | 6-3, 7-6(4)         |
| 2008 | フリオ・シルバ カイオ・ザンピエリ                       | セバスティアン・デコウド ディック・ノーマン             | 7-6(6), 6-2         |
| 2007 | スコット・リプスキー デビッド・マーティン               | チアゴ・アウベス フランコ・フェレイロ                   | 7-5, 7-6(9)         |
| 2006 | チアゴ・アウベス フリオ・シルバ                         | アンドレ・ゲム アレクサンドレ・シモーニ                 | 3-6, 6-4, 10-4      |
| 2005 | フアン・パブロ・ブルゼジッキ クリスティアン・ビラグラン | フアン・パブロ・グズマン セルヒオ・ロイトマン           | 6-2, 6-4            |
| 2004 | フェデリコ・ブラウン アイサム=ウル=ハク・クレシ         | ホセ・デ・アルマス エリック・ヌネズ                     | 6-3, 6-3            |
| 2003 | マルティン・ガルシア セバスティアン・プリエト           | ミハエル・コールマン ハレル・レヴィ                     | 試合前棄権          |
| 2002 | ブランドン・コープ ジェフ・サルツェンステイン           | マルティン・ロドリゲス ディエゴ・ヴェロネッリ           | 6-7(3), 6-4, 7-6(3) |
| 2001 | ルイス・オルナ ダビド・ナルバンディアン                 | ダニエル・メロ フラビオ・サレッタ                       | 6-4, 0-6, 6-1       |
| 2000 | フアン・バルセルス マウリシオ・ハダド                   | エミリオ・ベンフェレ・アルバレス アレックス・カラトラバ | 試合前棄権          |
| 1999 | マリアノ・オード セバスチャン・プリエト                 | ルカス・アルノルド・カー ダニエル・オルサニック         | 6-2, 7-6            |
| 1998 | デビット・ディルシア マイケル・セル                     | マリアノ・オード セバスティアン・プリエト               | 7-6, 6-4            |
| 1997 | フェルナンド・メリジェニ アンドレ・サ                   | ドナルド・ジョンソン フランシスコ・モンタナ             | 6-3, 3-6, 6-3       |
| 1996 | フアン・カルロス・ビアンキ クロード・ンゴラン           | ダニエル・オルサニック ローレンス・ティエレマン         | 7-5, 6-4            |